# Olszyna (osada w województwie wielkopolskim)
Olszyna – osada w Polsce położona w województwie wielkopolskim, w powiecie ostrzeszowskim, w gminie Ostrzeszów.